# Bairdia attenuata
Bairdia attenuata är en kräftdjursart. Bairdia attenuata ingår i släktet Bairdia och familjen Bairdiidae. Inga underarter finns listade.